# مارلين هاغرتي
مارلين هاغرتي (بالإنجليزية: Marilyn Hagerty)‏ هي صحفية أمريكية، ولدت في 30 مايو 1926 في بيير في الولايات المتحدة.